# ملمس (موسيقى)

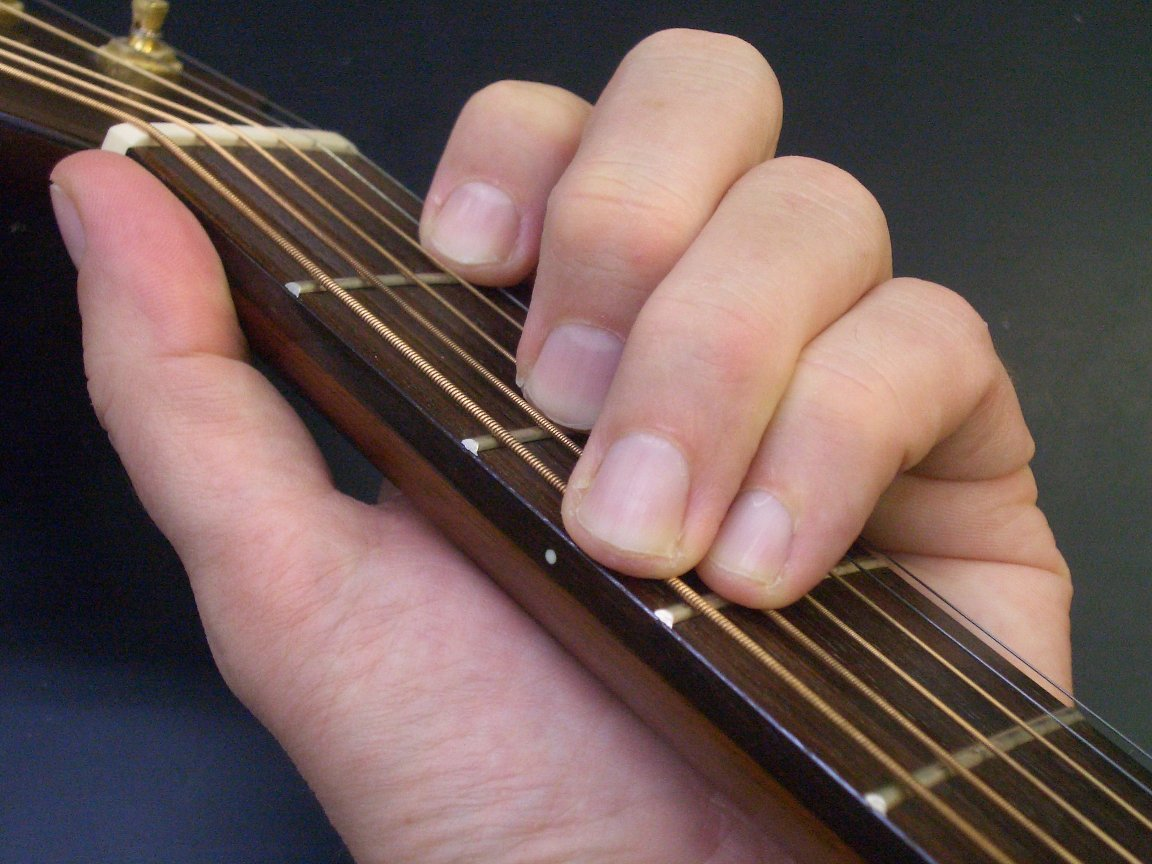
تظهر رقبة الجيتار رأس الجوزة (في الخلفية باللون الأبيض) وأول أربعة ملامس

المَلمَس أو العَتَب أو الدستان هو أي من الأشرطة الرفيعة من المواد وعادةً ما تكون سلكًا معدنيًا تُدخل جانبيًا في مواضع محددة على طول العنق أو لوحة الملامس لآلة وترية. تمتد الملامس عادة عبر العرض الكامل للرقبة. تصنع الملامس في بعض الآلات التاريخية والآلات غير الأوربّية من قطع من الخيط المربوطة حول الرقبة.
تقسم الملامس العنق إلى أقسام متساوية مرتبطة بإطار موسيقي. يمثل كل ملمس على آلات مثل القيثارات نصف نغمة واحدة في النظام الغربي القياسي حيث يُقسّم الجواب الواحد إلى اثني عشر نصف نغمة.